# Museu de Bielsa
El Museu de Bielsa tracta de diverses temàtiques relacionades amb la història d'aquesta població i que tenen relació amb l'etnografia, el paisatge, l'antropologia... El museu és una mostra dels fons de l'important centre de documentació i fotogràfic que té al voltant de 20.000 documents diversos. Una part del museu i del centre de documentació tenen estreta relació amb la batalla coneguda com “La bolsa de Bielsa” (establiment del front en aquesta població) i documentació i abundant material fotogràfic sobre els exèrcits dels dos bàndols, l'evacuació de refugiats i la reconstrucció del poble.
Després del llarg establiment del Front d'Aragó des de pràcticament el principi de la Guerra Civil Espanyola (1936-1939), durant el març de 1938 aquest front es trenca per l'avenç de les tropes dels militars colpistes. En aquest context, Bielsa queda en mans de l'exèrcit republicà però aïllat de qualsevol contacte amb aquest (al nord queda la frontera amb França i es troba rodejat per tropes franquistes). La ciutat resistirà entre abril i juny de 1938, i tant l'exèrcit republicà com la població civil (4.000 persones foren evacuades) es retiraran de manera ordenada cap al 15 de juny en direcció a França.